# Comuna Hruzke, Makariv
Hruzke (în ucraineană Грузьке) este o comună în raionul Makariv, regiunea Kiev, Ucraina, formată din satele Hruzke (reședința) și Vesela Slobidka.

## Demografie
Componența lingvistică a comunei Hruzke
     Ucraineană (97,48%)
     Rusă (2,36%)
     Alte limbi (0,16%)
Conform recensământului din 2001, majoritatea populației comunei Hruzke era vorbitoare de ucraineană (97,48%), existând în minoritate și vorbitori de rusă (2,36%).